# Франсуа Летексьє
Франсуа Летексьє (фр. François Letexier, 23 квітня 1989, Беде) — французький футбольний арбітр. Арбітр ФІФА з 2017 року.

## Кар'єра
Почав працювати футбольним арбітром в 13 років. З 2002 по 2008 рік працював на дитячому рівні, а потім в категоріях U-17 і U-19, в період з 2009 до 2012 року, вершиною чого став фінал Кубка Гамбарделла між клубами «Ніцца» і «Сент-Етьєн», у квітні 2012 року на «Стад де Франс».
На наступний рік, в сезоні 2012/13 він став працювати на загальнофранцузькому рівні, спочатку у ЧФА-2, а потім і в ЧФА. В кінці 2014 року був переведений до суддівства матчів Національного чемпіонату, третього дивізіону країни, а 2015 року став обслуговувати ігри Ліги 2.
У січні 2016 року потрапив до списку арбітрів Ліги 1, ставши наймолодшим її представником, і дебютував у найвищому дивізіоні країни в грі «Монпельє»—«Кан».
1 січня 2017 року став наймолодшим французьким арбітром на європейській арені, отримавши звання арбітра Міжнародної категорії ФІФА.
18 квітня 2018 року судив півфінал Кубка Франції 2018 року між «Каном» і «Парі Сен-Жерменом».
2019 року разом зі співвітчизником Рудді Буке був включений до списку відеоасистентів арбітра (VAR) на молодіжний чемпіонат Європи в Італії.
На початку 2021 року Летексьє став одним з 12 арбітрів, відібраних для обслуговування матчів групового етапу молодіжного чемпіонату Європи 2021 року в Угорщині та Словенії, відсудивши там дві гри.